# Ergotamin
Ergotamin ist ein Hauptalkaloid des Mutterkorns und wird als Arzneistoff eingesetzt. Es ist eine hochwirksame Substanz (siehe LD50), die unter anderem für Mutterkornvergiftungen (Antoniusfeuer) mitverantwortlich ist. Therapeutisch kann Ergotamin zur Akuttherapie der Migräne und zur Kurzzeitprophylaxe des Cluster-Kopfschmerzes eingesetzt werden.

## Vorkommen

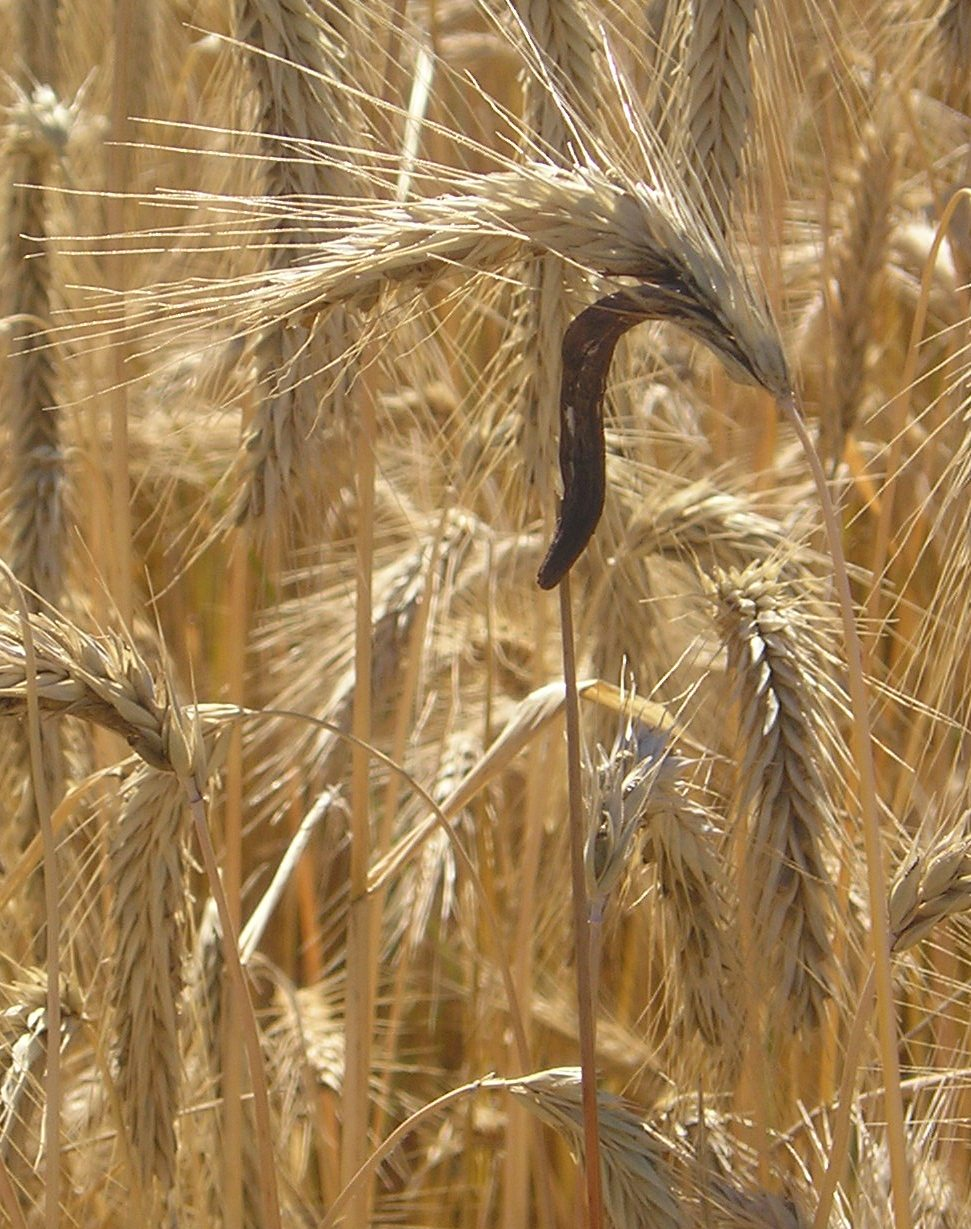
Roggenähre mit Mutterkorn (Claviceps purpurea).

Die Substanz wurde 1918 von Arthur Stoll als erstes reines Mutterkornalkaloid isoliert und beschrieben. Die Gewinnung von Ergotamin erfolgt aus dem Mutterkornpilz, welcher zu diesem Zweck z. B. auf Roggen kultiviert wird.

## Struktur
Chemisch stellt Ergotamin ein Kondensationsprodukt aus Lysergsäure und einem tricyclischen Tripeptid aus Alanin, Phenylalanin und Prolin dar.

## Pharmakologie
Ergotamin zeigt hohe (nanomolare und subnanomolare) Affinitäten zu α1- und α2-Adrenozeptoren, zu Dopamin-Rezeptoren und zu Serotonin-(5-HT)-Rezeptoren. An diesen Rezeptoren wirkt es als Agonist, Partialagonist oder als Antagonist. Der LD50-Wert beträgt 3,0 mg/kg (Kaninchen, i.v.). Die Plasmahalbwertszeit ist 20–34 Stunden.
Seine Migränewirksamkeit wird mit der partialagonistischen Wirkung von Ergotamin an 5-HT1B/1D an Blutgefäßen im Zentralnervensystem begründet. Da Ergotamin aber nicht nur aus pharmakodynamischer Sicht (fehlende Selektivität), sondern auch aus pharmakokinetischer Sicht (geringe, stark schwankende Resorption, schlechte Gewebegängigkeit, relativ lange Halbwertzeit) problematisch ist, wird es als Mittel 3. Wahl zur Akuttherapie der Migräne angesehen.
Die klassische, alte Einnahmeform von Ergotamin als Tablette durch den Mund ist wegen der sehr unterschiedlichen Aufnahme in die Blutbahn in der Wirksamkeit tatsächlich sehr schwankend und führte früher häufiger zu Missbrauch. Wählt man als Applikationsform hingegen eine Rektiole, ist die Wirksamkeit bei niedrigerer als der gewöhnlichen oralen Dosis – durch die rasche und nahezu vollständige Resorption im Enddarm – insgesamt sicher und gut; es besteht aber auch hier die Gefahr des Missbrauchs und bei länger dauernder täglicher Anwendung eines perianalen Ulcus.

## Biosynthese
Ergotamin gehört zu den Sekundärmetaboliten und ist das wesentliche Alkaloid des Mutterkornpilzes (Claviceps purpurea). Die Ergotamin-Biosynthese in diesem und nahe verwandten Pilzen beginnt mit der Kondensation der Aminosäure, L-Tryptophan durch Prenylierung mit Dimethylallyl-Diphosphat, welche durch das Enzym Dimethylallyl-Tryptophan (DMAT)-Synthase katalysiert wird. Dieser erste biosynthetischen Schritt ist allen Mutterkornalkaloiden gemeinsam, und nach einer Reihe weiterer enzymatische Schritte durch Methyltransferasen und Oxygenasen, wird das Ergolin Lysergsäure gebildet. Lysergsäure wird in den darauf folgenden Schritten von dem Enzym Lysergyl-Peptid-Synthetase als Substrat verwendet und sukzessiv an L-Alanin, L-Prolin und L-Phenylalanin gebunden. In mehreren Schritten ablaufende enzymatische oder spontane Ringschliessungen, Oxygenierungen und Epimerisierung ergeben schließlich Ergotamin als Endprodukt.

## Geschichte
Ergotamin wurde Anfang des 20. Jahrhunderts als erstes bei der Firma Sandoz unter Leitung von Arthur Stoll in kristalliner Form isoliert und als „Gynergen“ in den Handel gebracht.

## Rechtsstatus
Ergotamin fällt unter die Kategorie 1 des Grundstoffüberwachungsgesetzes als direkter Vorläufer des Betäubungsmittels LSD. Damit ist der Handel, Herstellung, die Ein- und Ausfuhr genehmigungs- und meldepflichtig.

## Handelsnamen
- Ergo-Kranit Migräne Tabletten (D)[8]
- Gynergen (historisch)